# Łukasz Poręba
Lukasz Poręba (Legnica, 13 maart 2000) is een Pools voetballer die doorgaans als verdedigende middenvelder speelt. In 2018 debuteerde hij namens Zagłębie Lubin in de Ekstraklasa, het hoogste niveau van het Poolse betaald voetbal. Sinds mei 2024 staat hij onder contract bij het Duitse Hamburger SV. Voor het seizoen 2025/26 werd hij verhuurd aan SV Elversberg.

## Clubloopbaan

### Jeugd
Poręba begon op jonge leeftijd met voetballen bij Zagłębie Lubin. Binnen de KGHM Zagłębie Football Academy doorliep hij alle jeugdelftallen en ontwikkelde zich geleidelijk naar de bovenbouw. Op 20 augustus 2017 maakte hij zijn debuut bij de onder-19 in de uitwedstrijd tegen Warta Gorzów, waarin hij in de 72e minuut inviel voor Kamil Piątkowski. Op 4 november 2018 maakte hij zijn eerste doelpunt in deze leeftijdscategorie, met een kopbal in de 80e minuut tijdens de met 4-2 gewonnen uitwedstrijd tegen Pogoń Szczecin. In totaal speelde Poręba in twee seizoenen 29 wedstrijden en scoorde daarin eenmaal. 

### Zagłębie Lubin
Poręba werd als A-junior tijdens de voorbereiding op het seizoen 2018/19 regelmatig bij de eerste selectie van Zagłębie Lubin betrokken. Op 14 september 2018 debuteerde hij in het eerste elftal, toen hij in de met 4-0 gewonnen thuiswedstrijd tegen Śląsk Wrocław in de 71e minuut inviel voor Filip Jagiełło. Op 7 december 2018 stond Poręba voor het eerst in de basis en maakte hij direct zijn eerste doelpunt in de Ekstraklasa, tijdens de met 2-2 gelijkgespeelde thuiswedstrijd tegen Piast Gliwice. In de 39e minuut bracht hij de stand in de KGHM Zagłębie Arena op 1-1. Kort na afloop van deze wedstrijd verlengde hij zijn contract met vier jaar.
In het seizoen 2019/20 leek Poręba zijn definitieve doorbraak te maken. Onder de Nederlandse interim-trainer Ben van Dael begon hij in de basis bij de eerste competitiewedstrijd tegen Cracovia Kraków. Vanaf de zesde speelronde verdween hij echter uit het elftal en kreeg hij vooral invalbeurten, mede doordat de nieuwe trainer Martin Ševela minder vertrouwen in hem had. Op 19 juni 2020, in speelronde 31, stond hij voor het eerst sinds lange tijd weer in de basis tijdens de thuiswedstrijd tegen ŁKS Łódź. Hierna speelde hij de resterende wedstrijden van het seizoen, waarna hij deze positieve lijn in de twee daarop volgende seizoenen voortzette en uitgroeide tot een vaste waarde in het elftal. In het seizoen 2020/21 droeg hij gedurende drie wedstrijden de aanvoerdersband. Op 21 mei 2022 speelde Poręba tegen Lech Poznań zijn laatste wedstrijd voor Zagłębie Lubin, waarna hij de overstap maakte naar RC Lens. Voor de transfer ontving zijn oude club een vergoeding van 400.000 euro vanwege het doorlopende contract.

### RC Lens
Op 1 juli 2022 werd bekend dat Poręba de overstap maakte naar RC Lens, waar hij een contract voor vijf jaar tekende. Hij begon het seizoen 2022/23 voornamelijk op de reservebank. Tijdens de achtste competitieronde, op 31 augustus 2022, maakte hij zijn basisdebuut in de thuiswedstrijd tegen FC Lorient. In de 86e minuut gaf hij een assist op Loïs Openda, die daarmee de stand op 5-2 bracht. Een minuut later werd Poręba gewisseld. Ook in de daaropvolgende wedstrijden tegen Stade de Reims en Troyes AC behield hij zijn basisplaats. In de tiende speelronde verloor hij echter zijn plek en kwam hij voortaan vanaf de bank in actie. De rest van het seizoen speelde hij vooral als wisselspeler. Aan het begin van het seizoen 2023/24 slaagde Poręba er niet in een vaste plek in de eerste selectie te veroveren. Om meer speelminuten te maken, koos hij voor een verhuurperiode bij Hamburger SV.

#### Verhuur aan Hamburger SV
Eind augustus 2023 werd bekend dat Poręba voor een jaar, met optie tot koop, werd verhuurd aan Hamburger SV. Hij werd aangetrokken als back-up voor Jonas Meffert. Tijdens de voorbereiding op het seizoen 2023/24 liep hij een spierblessure op, waardoor trainer Tim Walter hem in de eerste competitiewedstrijden niet kon inzetten. Poręba maakte zijn debuut voor de Noord-Duitse club in de tweede ronde van de DFB-Pokal, tijdens de uitwedstrijd tegen Arminia Bielefeld. Hij startte in de basis en werd in de 102e minuut van de verlenging gewisseld voor Elijah Krahn. Hamburger SV won de wedstrijd uiteindelijk na strafschoppen. Op 4 november maakte hij zijn competitiedebuut voor Die Rothosen in de thuiswedstrijd tegen 1. FC Magdeburg. Hij kwam in de 59e minuut het veld in voor Ransford Königsdörffer in het Volksparkstadion. Onder trainer Tim Walter slaagde Poręba er niet in een vaste basisplaats te veroveren. Na het ontslag van Walter en de aanstelling van  Steffen Baumgart kreeg hij meer speeltijd. In de 28e competitieronde, op 6 april, scoorde hij tijdens de met 2-1 gewonnen thuiswedstrijd tegen 1. FC Kaiserslautern zijn eerste doelpunt voor Hamburger SV. Hij maakte de winnende treffer in de 60e minuut in het Volksparkstadion. Poręba eindigde met Hamburger SV als vierde in de 2. Bundesliga, waardoor de club voor de zevende keer op rij promotie naar de Bundesliga misliep. Kort na afloop van het seizoen maakte Hamburger SV bekend de optie tot koop te hebben gelicht, waardoor Poręba een vast contract in Hamburg tekende.

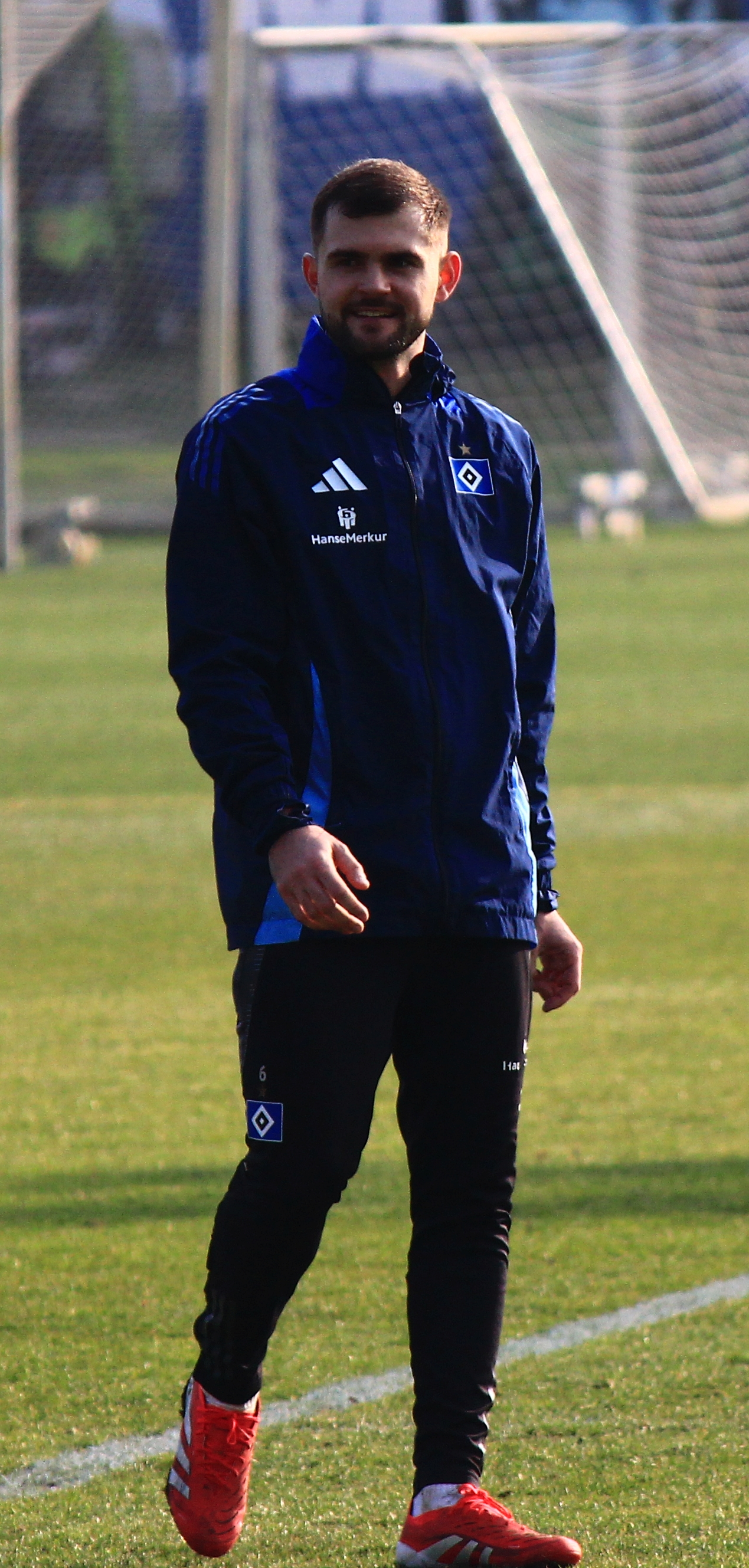
Poręba in 2025 met Hamburger SV

### Hamburger SV
In de zomer van 2024 maakte Poręba de definitieve overstap naar Hamburger SV en tekende een contract tot 2027. Met de komst van Adam Karabec kreeg hij er directe concurrentie bij, waardoor hij ook in zijn tweede seizoen (2024/25) moeite had om een vaste basisplaats te veroveren. Pas op 30 oktober, tijdens de tweede ronde van de DFB-Pokal tegen SC Freiburg, stond hij voor het eerst in het basiselftal onder trainer Baumgart. Kort daarna werd Baumgart wegens teleurstellende resultaten ontslagen en opgevolgd door zijn assistent Merlin Polzin. Dit veranderde echter weinig aan Poręba’s situatie; ook onder Polzin bleef hij voornamelijk op de bank zitten en kreeg hij vooral invalbeurten. Daardoor had hij slechts een beperkt aandeel in het seizoen waarin HSV als tweede eindigde en na 2.555 dagen weer promoveerde naar de Bundesliga. Tijdens de voorbereiding op het seizoen 2025/26 bleek dat Poręba weinig uitzicht had op speelminuten, waarna hij besloot zich te laten verhuren aan SV Elversberg.

#### Verhuur aan SV Elversberg
Voor het seizoen 2025/26 werd Poręba met een optie tot koop verhuurd aan SV Elversberg, actief in de 2. Bundesliga.

## Clubstatistieken
| Seizoen                     | Club            | Competitie      | Competitie | Competitie | Beker | Beker | Internationaal | Internationaal | Overig | Overig | Totaal | Totaal |
| Seizoen                     | Club            | Competitie      | Wed.       | Dlp.       | Wed.  | Dlp.  | Wed.           | Dlp.           | Wed.   | Dlp.   | Wed.   | Dlp.   |
| --------------------------- | --------------- | --------------- | ---------- | ---------- | ----- | ----- | -------------- | -------------- | ------ | ------ | ------ | ------ |
| 2018/19                     | Zagłębie Lubin  | Ekstraklasa     | 7          | 1          | 1     | 0     | –              | –              | 10     | 0      | 18     | 1      |
| 2019/20                     | Zagłębie Lubin  | Ekstraklasa     | 28         | 2          | 3     | 0     | –              | –              | 3      | 0      | 34     | 2      |
| 2020/21                     | Zagłębie Lubin  | Ekstraklasa     | 24         | 0          | 3     | 0     | –              | –              | 2      | 0      | 29     | 0      |
| 2021/22                     | Zagłębie Lubin  | Ekstraklasa     | 29         | 1          | 3     | 0     | –              | –              | –      | –      | 32     | 1      |
| 2022/23                     | RC Lens         | Ligue 1         | 10         | 0          | 2     | 0     | –              | –              | 1      | 0      | 13     | 0      |
| 2023/24                     | → Hamburger SV  | 2. Bundesliga   | 17         | 2          | 1     | 0     | –              | –              | –      | –      | 17     | 2      |
| 2024/25                     | Hamburger SV    | 2. Bundesliga   | 17         | 1          | 2     | 0     | –              | –              | –      | –      | 19     | 1      |
| 2025/26                     | → SV Elversberg | 0               | 0          | 0          | 0     | –     | –              | 0              | 0      | 0      | 0      |        |
| Carrière totaal             | Carrière totaal | Carrière totaal | 132        | 7          | 15    | 0     | –              | –              | 16 *   | 0      | 163    | 7      |
| Bijgewerkt tot 30 juli 2025 |                 |                 |            |            |       |       |                |                |        |        |        |        |

* Bij Zagłębie Lubin speelde hij in de seizoenen 2018/19, 2019/20 en 2020/21 als speler van het eerste elftal in totaal 15 wedstrijden voor het tweede elftal. Ook bij RC Lens kwam hij als speler van het eerste elftal één keer uit voor het tweede elftal, namelijk in het seizoen 2022/23.

## Interlandloopbaan
Poręba kwam uit voor verschillende Poolse jeugdteams, maar speelde nooit op een eindtoernooi. In totaal maakte hij 21 jeugdinterlands voor Polen, waarin hij drie doelpunten scoorde. Tijdens deze wedstrijden speelde hij samen met onder anderen Sebastian Walukiewicz, Jakub Kiwior, Michał Karbownik en Kacper Kozłowski.

### Poolse jeugdelftallen
Op 11 oktober 2018 maakte Poręba zijn debuut voor Polen -19 tijdens een oefenwedstrijd thuis tegen Noord-Macedonië. Bondscoach  Dariusz Gęsior bracht hem in de 74e minuut in het veld, waarna Polen met 4-3 won. Op 10 oktober 2019 scoorde hij zijn eerste doelpunt voor Polen -20, tijdens een met 4-3 gewonnen uitwedstrijd in de Elite League tegen Duitsland. In de 90e minuut maakte hij het vierde Poolse doelpunt. Poręba werd geselecteerd voor alle kwalificatiewedstrijden van Polen -21 voor het Europees kampioenschap in Roemenië en Georgië. In de eerste wedstrijd tegen Letland speelde hij een belangrijke rol in de 0-2 overwinning. Hij gaf de assist voor de 0-1 aan Michał Skóraś en bepaalde in de 86e minuut met een afstandsschot de eindstand op 0-2. Tijdens zijn laatste twee jeugdinterlands, tegen San Marino en Duitsland , droeg hij als aanvoerder de leiding. Polen eindigde als derde in de poule en plaatste zich daarmee niet voor het toernooi.
| Jeugd interlands van Lukasz Poręba voor Polen | Jeugd interlands van Lukasz Poręba voor Polen | Jeugd interlands van Lukasz Poręba voor Polen | Jeugd interlands van Lukasz Poręba voor Polen | Jeugd interlands van Lukasz Poręba voor Polen | Jeugd interlands van Lukasz Poręba voor Polen |
| №                                             | Datum                                         | Wedstrijd                                     | Uitslag                                       | Soort Wedstrijd                               | Doelpunten                                    |
| Als speler bij Onder -19                      | Als speler bij Onder -19                      | Als speler bij Onder -19                      | Als speler bij Onder -19                      | Als speler bij Onder -19                      | Als speler bij Onder -19                      |
| --------------------------------------------- | --------------------------------------------- | --------------------------------------------- | --------------------------------------------- | --------------------------------------------- | --------------------------------------------- |
| 1.                                            | 11 oktober 2018                               | Polen – Noord-Macedonië                       | 4 – 3                                         | Vriendschappelijk                             | 0                                             |
| 2.                                            | 15 oktober 2018                               | Wales – Polen                                 | 2 – 0                                         | Vriendschappelijk                             | 0                                             |
| 3.                                            | 17 november 2018                              | Polen – Kazachstan                            | 4 – 0                                         | EK-kwalificatie                               | 0                                             |
| 4.                                            | 20 november 2018                              | Polen – Servië                                | 1 – 4                                         | EK-kwalificatie                               | 0                                             |
| 5.                                            | 20 maart 2019                                 | Polen – Frankrijk                             | 0 – 0                                         | EK-kwalificatie                               | 0                                             |
| Als speler bij Onder-20                       |                                               |                                               |                                               |                                               |                                               |
| 1.                                            | 5 september 2019                              | Italië – Polen                                | 2 – 0                                         | Elite League                                  | 0                                             |
| 2.                                            | 9 september 2019                              | Polen – Portugal                              | 0 – 1                                         | Elite League                                  | 0                                             |
| 3.                                            | 10 oktober 2019                               | Duitsland – Polen                             | 3 – 4                                         | Elite League                                  | 1                                             |
| 4.                                            | 14 oktober 2019                               | Polen – Nederland                             | 1 – 2                                         | Elite League                                  | 0                                             |
| 5.                                            | 14 november 2019                              | Polen – Zwitserland                           | 5 – 1                                         | Elite League                                  | 1                                             |
| 6.                                            | 18 november 2019                              | Polen – Noorwegen                             | 1 – 1                                         | Vriendschappelijk                             | 0                                             |
| Als speler bij Onder-21                       |                                               |                                               |                                               |                                               |                                               |
| 1.                                            | 3 september 2021                              | Letland – Polen                               | 0 – 2                                         | EK-kwalificatie                               | 1                                             |
| 2.                                            | 7 september 2021                              | Polen – Israël                                | 1 – 2                                         | EK-kwalificatie                               | 0                                             |
| 3.                                            | 8 oktober 2021                                | Hongarije – Polen                             | 2 – 2                                         | EK-kwalificatie                               | 0                                             |
| 4.                                            | 12 oktober 2021                               | Polen – San Marino                            | 3 – 0                                         | EK-kwalificatie                               | 0                                             |
| 5.                                            | 12 november 2021                              | Duitsland – Polen                             | 0 – 4                                         | EK-kwalificatie                               | 0                                             |
| 6.                                            | 16 november 2021                              | Polen – Letland                               | 5 – 0                                         | EK-kwalificatie                               | 0                                             |
| 7.                                            | 24 maart 2022                                 | Israël – Polen                                | 2 – 2                                         | EK-kwalificatie                               | 0                                             |
| 8.                                            | 29 maart 2022                                 | Polen – Hongarije                             | 1 – 1                                         | EK-kwalificatie                               | 0                                             |
| 9.                                            | 2 juni 2022                                   | San Marino – Polen                            | 0 – 5                                         | EK-kwalificatie                               | 0                                             |
| 10.                                           | 7 juni 2022                                   | Polen – Duitsland                             | 1 – 2                                         | EK-kwalificatie                               | 0                                             |
| Bijgewerkt tot 3 december 2023                |                                               |                                               |                                               |                                               |                                               |

## Persoonlijk
Poręba werd geboren in Legnica en verhuisde op tienjarige leeftijd met zijn ouders naar Lubin. Zijn eerste sport was zwemmen, maar later stapte hij over op voetbal. Frenkie de Jong ziet hij als zijn grote voorbeeld.